# Serra da Esculqueira
A Serra da Esculqueira é uma serra raiana, partilhada entre o concelho de Vinhais (Portugal) e o de A Mezquita (Espanha).  A porção situada em território português está incluída no Parque Natural de Montesinho.
Localiza-se na zona noroeste do concelho de Vinhais, comummente denominada de Pinheiros, devido à presença das localidades de Pinheiro Velho e Pinheiro Novo, que ladeiam toda a vertente Sul da serra.
No extremo Este, a Serra da Esculqueira é banhada pelo Rio Assureira, com os seus vários contribuintes nascidos na Galiza e na cercana Serra da Coroa. Aqui encontra-se um dos pontos de maior interesse deste sistema montanhoso, no notável cabeço das Fragas do Pingadeiro, montanha marcada por um desfiladeiro sobre o Rio Assureira, inteiramente localizada em solo português, com cume acima dos 840 metros de altitude.
Já no extremo Oeste, a Serra da Esculqueira vê entrar também em Portugal o rio Rabaçal, curso de água que em conjunto com o rio Tuela formam o rio Tua.
A Serra da Esculqueira possui dois picos: o Serro, entre o Pinheiro Velho e A Esculqueira, e a Igrejinha (cume inteiramente português), entre o Pinheiro Novo e O Tameirón, com 1.144 metros de altitude.
O acesso a esta serra faz-se, do lado português, pela panorâmica Estrada Nacional 509, a partir da aldeia de Seixas - 16 km a Noroeste de Vinhais, pelas Estradas Nacionais 316 e 308 - atravessando o rio Assureira, ou pelo cruzamento entre a Cisterna e Vilarinho de Lomba na zona da Lomba - 32 km a Noroeste de Vinhais, tomando a Estrada Nacional 103 e 103-6, a partir de Vinhais e Sobreiró de Cima, respectivamente - atravessando por duas ocasiões o rio Rabaçal.